# Корж (кулинария)

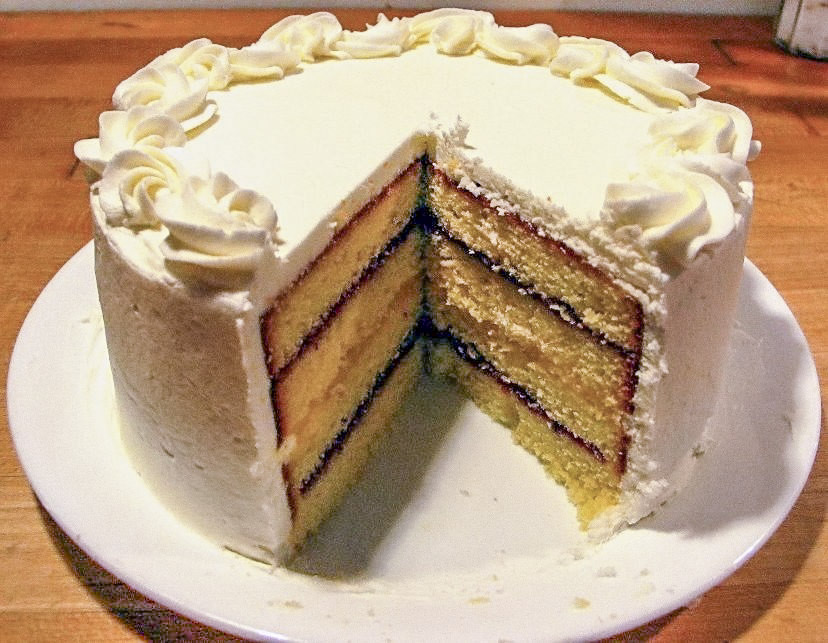
Многослойный торт состоящий из 4-х бисквитных коржей

Корж — плоское изделие из различных видов теста. Обычно служит полуфабрикатом для тортов и пирожных, открытых и закрытых пирогов.
Коржи могут быть бисквитные, песочные, сахарные, вафельные, заварные, белковые и т.д.

## Этимология
Согласно словарю Фасмера, слово «корж» считается родственным слову «корга» (что означает «кривое дерево»). Высказывались также предположения, что слово «корж» произошло из древне-индийских и финно-угорских языков, однако они не получили достаточного распространения.